# Соба среће
Соба среће (енгл. Lucky Room) српска верзија квиза која се емитује од 5. маја 2018. године на Хепи ТВ. Водитељи прве сезоне су Иван Бауер и Николина Пишек, док су у другој Предраг Смиљковић и Ања Брујић, док од треће сезоне Ању мења Анђела Лакићевић.

## Правила квиза
У овом квизу, 3 такмичара учествују у свакој епизоди. Чланови њихових породица су такође у студију, али чекају у звучно изолованој соби (соби среће). Породица нема аудио или визуелни контакт са студијском публиком. Домаћин поставља питање, а такмичари морају одговорити на питање. Такмичар који даје одговор који је најближи исправи се затим повезује са срећном собом где чланови њихових породица имају право на само једну претпоставку. Непознато им, њихова претпоставка ће се користити за стабло новца, које види само публика у студију. Постоји 5 тастера са различитим наградама на сваком тастеру. Награда еквивалентна нагађању додаје се банци такмичара. Породица са највише новца до краја дванаест питања креће напред до финала. Такмичар игра финале заједно са члановима своје породице. Ако су у могућности да одговоре на четири питања исправно без елиминисања одговора на вишеструки избор, они ће освојити укупну награду.